# ساویرو گواروآ
ساویرو گواروآ (به انگلیسی: Saverio Guerra) یا اولک کروپا(زاده ۲۵ اوت ۱۹۶۴) بازیگرآمریکایی است.
از فیلم‌های معروف او می‌توان به بازی در فیلم برق‌آسا و برای عشق یا پول اشاره کرد.